# Хосров-бек Паша-бек огли Султанов
Хосров-бек Паша-бек огли Султанов (Султанзаде) (азерб. Xosrov bəy Əlipaşa bəy oğlu Sultanov; 10 травня 1879, Кюрдгаджи — 7 січня 1943, Стамбул) — азербайджанський державний і політичний діяч Азербайджанської Демократичної Республіки (1918-1920), представник Закавказького сейму. Перший військовий міністр АДР. Урядом країни був призначений на посаду генерал-губернатора Карабаху та Зангезура.

## Біографія

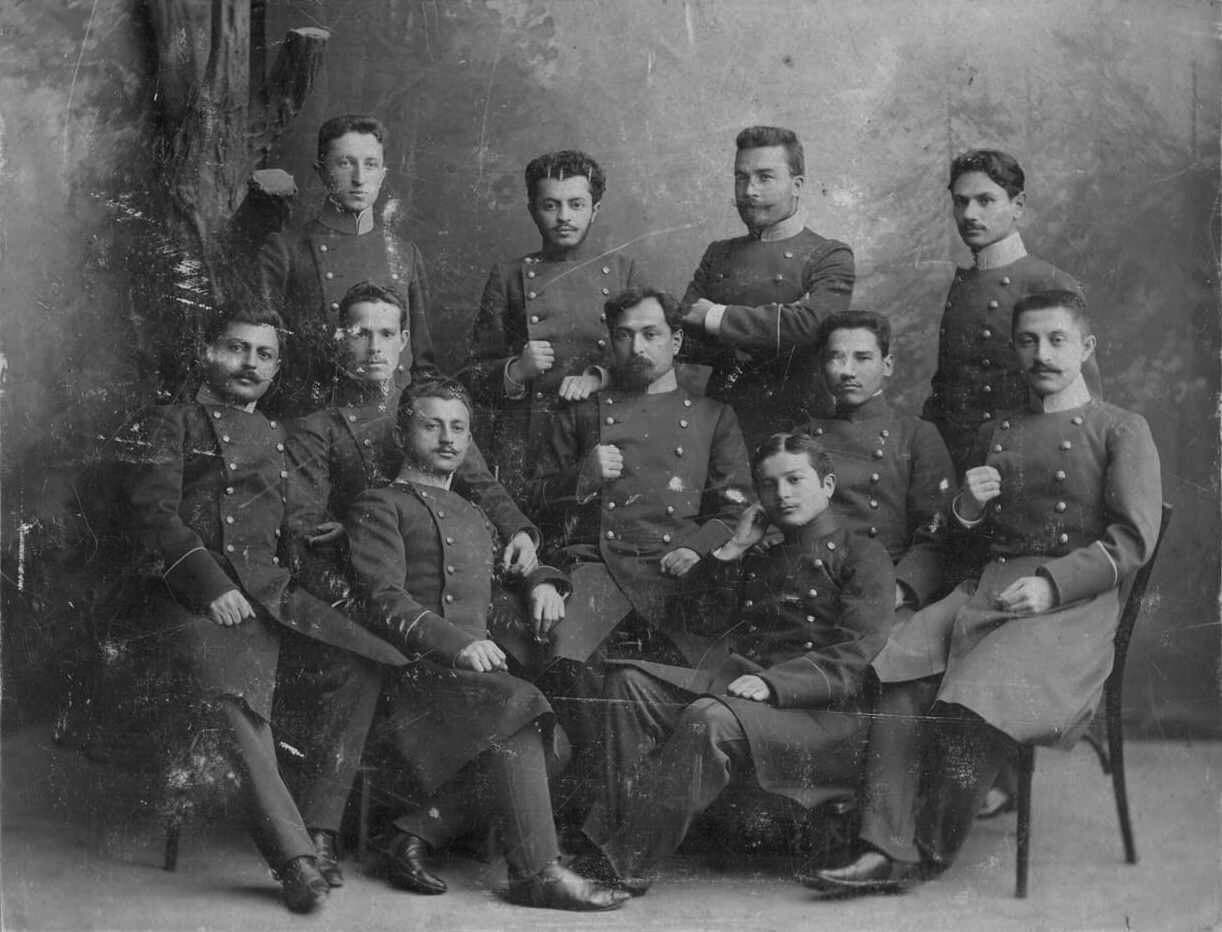
Хосров-бек Султанов (стоїть другий ліворуч) серед студентів Новоросійського університету, 1904.

### Раннє життя
Хосров-бек Паша-бек огли Султанов народився 10 травня 1879 року в селі Кюрдгаджи Зангезурського повіту Єлизаветпольської губернії. Виходець із великого бекського роду Султанових. Азербайджанець або курд. Двоюрідний брат Чингіза Ільдирима (їхні батьки були братами, але за радянської влади Чингіз представлявся не під прізвищем Султанов, а за курдським звичаєм). У 1903 році закінчив медичний факультет Новоросійського університету.

### Політика
З 1917 року — член партії «Мусават». У 1918 році перейшов у партію «Іттіхад». Обраний у Всеросійські установчі збори в Закавказькому виборчому окрузі за списком № 10 (Мусульманський національний комітет і Мусават). На початку 1918 року — член Закавказького сейму, з утворенням Азербайджанської Демократичної Республіки — член уряду: військовий міністр (травень — червень 1918), міністр землеробства (червень — липень 1918).

#### Генерал-губернатор Карабаху
15 січня 1919 року командування англійськими військами затвердило призначення Хосров-бека Султанова генерал-губернатором Карабаху і Зангезура. У зв'язку з призначенням Султанова британська місія виступила з офіційним повідомленням, у якому заявила, що:
«за згодою британського командування тимчасово призначено генерал-губернатором Зангезурського, Шушинського, Джіванширського і Джебраїльського повітів доктора Хосров-бека Султанова. Британська місія вважає за потрібне ще раз підтвердити, що приналежність зазначених областей тій чи іншій одиниці має бути вирішена на мирній конференції».
Головними завданнями Султанова на цій посаді, згідно з доповіддю азербайджанського МВС, мали стати «боротьба і повна ліквідація вірменського руху, остаточне встановлення порядку, організація місцевої влади, організація продовольства біженців і надання спільної допомоги їм, організація боротьби з епідеміями як серед біженців, так і серед корінного населення і, нарешті, по заспокоєнню, повернення біженців у їхні рідні місця». Вірменське населення цього регіону, однак, вважало Султанова затятим вірменофобом і одним із відповідальних за вірменську різанину в Баку. Англійський генерал-майор Вільям Томсон, військовий губернатор Баку, не заперечував звинувачення проти Султанова, погоджуючись, що «Султанов йому, генералу, відомий як... панісламіст і прихильник Туреччини» і що «його всі ненавидять». Під час візиту до Еріваня він, однак, так пояснював вірменському керівництву свій вибір: «він людина здібна і впливова, і генерал вирішив, що якщо він захоче, то може добре працювати, якщо дати йому інструкції та він буде їх виконувати». Головне тепер, — запевняв вірмен Томсон, — мати змогу надати допомогу біженцям Карабаху, і «якщо для цього йому потрібна допомога доктора Султанова, (...) він все-таки має це зробити, але він сто разів говорив, що це не означає, що це — татарська територія».

Національна рада Карабаху відреагувала на призначення Султанова так:
«Карабаська вірменська національна рада в повному складі, спільно з командувачами вірменськими військами всіх районів Карабаху, обговоривши факт призначення азербайджанським урядом генерал-губернатора в Карабах, прийшла до висновку, що вірменський Карабах не може примиритися з таким фактом, бо залежність від азербайджанського уряду, в якій би формі вона не проявлялася, вірменський народ вважає для себе неприйнятною, завдяки тому насильству й тому зневазі до прав, якої систематично зазнавав донедавна з боку азербайджанського уряду».
Султанов приїхав до Шуші 10 лютого 1919 року. Він мав намір заручитися підтримкою офіцерів англійської місії, з їхньою допомогою знешкодити шляхом арештів і висилок «ватажків»-інтелігентів і «поселити недовіру серед вірменської бідноти (...) до їхніх керівників, надаючи матеріальну допомогу всім незаможним вірменам, які виявляють покірність Азербайджану». Англійці надавали Султанову повну підтримку. Командувач англійськими військами в Баку полковник Шательворт особисто прибув наприкінці квітня 1919 року в Шушу, щоб змусити Національну раду Карабаху визнати владу Азербайджану. 23 квітня в Шуші було скликано П'ятий з'їзд вірмен Карабаху, який відкинув усі вимоги Шательворта.
19 лютого Четвертий з'їзд вірмен Карабаху і потім 23 квітня п'ятий з'їзд вірмен Карабаху відмовилися підкорятися Баку, попри тиск з боку англійців. Султанов блокував сполучення і торгівлю Нагірного Карабаху з рівниною, чим викликав у Нагірному Карабасі голод, що, згідно з повідомленнями американських чиновників, робили за потурання англійців. Одночасно він організував нерегулярні курдсько-татарські кінні загони, під керівництвом двох своїх братів, подібні до Хамідіє, які Абдул-Гамід II використовував для вбивств вірмен.
Навесні 1919 року під час проходу «татар»-кочівників на гірські пасовища через вірменську територію в низці селищ уздовж так званого татаро-вірменського кордону відбулися збройні зіткнення. До початку літа навколо Нагірного Карабаху почала зосереджуватися азербайджанська армія — вона оточила Шушу і 4 червня спробувала зайняти вірменські позиції та вірменську частину міста. Після перестрілки азербайджанці були відбиті, і сторони були розведені англійськими силами, під охороною яких три дні по тому азербайджанська частина була введена у вірменський квартал і зайняла казарми. Згідно з твердженнями вірмен (зокрема, з посиланням на свідків, у заяві Національної ради), Султанов віддавав прямі накази про різанину і погром у вірменських кварталах («можете робити все, тільки не підпалювати будинків. Будинки нам потрібні»).
Одночасно з подіями в Шуші, азербайджанці розгромили кілька вірменських сіл. 5 червня під проводом Султан-бека Султанова (брата губернатора) повністю вирізали село Гайбаллу. За даними англійців, із 700 жителів села в живих залишилося 11 чоловіків і 87 жінок і дітей. Ґрунтуючись на цих фактах, представник англійського командування полковник Клотерберг у своїй доповіді вимагав віддачі Султанова під суд. Султанов, зі свого боку, стверджував, що винуватцями заворушень стали вірмени, які спробували перешкодити переведенню пошти та казенних установ із вірменської в татарську частину міста і почали перестрілку. Султанова звинувачували в тому, що він, «крім регулярного війська, організував в усьому районі під ім'ям міліції різного роду озброєні розбійницькі зграї, які своїми зухвалими й нахабними діями просто тероризували вірменське населення Аскеранського району». У цій ситуації Вірменська національна рада Карабаху була змушена піти на поступки.
Німецький історик Йорг Баберовскі зазначає, що до кінця червня Султанов остаточно затвердив військове панування над Нагірним Карабахом. Численні вірменські села підкорилися генерал-губернатору і направили до нього своїх посланців для висловлення лояльності. На гірських стежках було розставлено пости, а літні пасовища чатували стражники.
22 серпня 1919 року було підписано угоду, за якою Нагірний Карабах оголосив, що вважає себе «тимчасово в межах Азербайджанської Республіки» (до остаточного розв'язання питання на Паризькій мирній конференції), при цьому вірмени зберігали самоврядування. Азербайджан мав право утримувати гарнізони в Шуші та Ханкенді тільки за штатами мирного часу; він не міг вводити війська в Нагірний Карабах інакше як за згодою Вірменської національної ради; роззброєння населення припинялося до рішення Паризької мирної конференції. При цьому Зангезур, який мав можливість спертися на безпосередню підтримку Араратської Республіки, владу Султанова так і не визнав.

## Пам'ять
Ім'я Хосров-бека Султанова носить одна з вулиць міста Лачин в Азербайджані.